# جامع شائب العين
يعتبر جامع شائب العين من أعرق وأقدم جوامع المدينة القديمة (طرابلس)، وهو وان لم يكن من افخمها أو اكثرها تفننً وروعة في البناء والزخرف إلا أن ميزته الكبرى في بساطته وتوضعه البأديان عليه، ففيهما في الحقيقة ما يغنى عن كل زخرف وزينة وفخامة لمدينة طرابلس.

## سنة التأسيس
يعود تاريخ بناء الجامع إلى الفترة التي تولى فيها محمد باشا شائب العين ولاية طرابلس الغرب عام 1098 - 1112 هــ وكان الرجل خيّرا نقياً نزيه النفس واسع الصدر حسن التقى ذا رأى وحزم وروية واحب ان يترجم تقواه وبره وحبه للخير سلوكا بإقدامه على بناء الجامع الذي ظل يحمل اسمه طوال ثلاثة قرون تقريبا.

## موقع المسجد
يقع جامع شائب العين داخل المدينة القديمة (طرابلس) في القسم الشمالي من سوق الترك وسط حي صناعي وتجاري نشيط.
موقع الجامع من موقع ويكمابيا 

## الشكل المعمارى
الجامع كبير من حيث الحجم بحيث يشرف علي الحي المحيط من جهاته الثلاثة وله أربعة أبواب أهمها الباب الرئيس والباب الجانبي وكلاهما يفضيان إلى سوق الترك
ويشمل بيت الصلاة الخاص بالجامع على تسعة اعمدة تبدو في مظهرها العام متناسقة الإحجام تعلوها تيجان ذات زخارف وألوان زاهية وبما أن الاعمدة جميعها مغطاة بدهان يكسوها من القمة إلى القاعدة فإنه يكون من الصعب تحديد أصل حجارتها وبين العمود والاخر ترتفع اقواس دائرية الشكل هي تجويفات لقباب المسجد البالغ عددها اتنى عشر قبة
وللجامع سدة علوية خاصة بالنساء تشرف علي بيت الصلاة من جانب واحد وليس هناك بهذا الجامع من الزخارف مايلفت النظر عدا الايات الكريمة التي نقشت بخطوط متنوعة على واجهة المحراب أو تلك النقوش التي يراها الداخل اليه فوق مدخل بيت الصلاة المطل على سوق الترك وبالضبط على خشب بابه حيث يبدو النقش محفورا على واجهته ويعتبر الباب وحده قطعه فنية إسلامية تشهد ببراعة الايدي التي انجزتها وللجامع مئذنة مستقله ثمانية الشكل وتشمل على شرفة واحدة ولا يزيد ارتفاع المئذنة على 14م تقريبا

## وصلات خارجية
http://www.tripolitania.com/oldcity/suk/index.html* [ بنوراما ]
http://doc.aljazeera.net/cinema/2009/08/2009830856357945.html* [ نوافذ السماء..... قراءة جمالية لمساجد طرابلس ]